# Here Comes the Navy
Here Comes the Navy is een Amerikaanse filmkomedie uit 1934 onder regie van Lloyd Bacon. Destijds werd de film in Nederland onder de titel Kom je ook bij de marine? uitgebracht.

## Verhaal
De opvliegende bouwvakker Chesty O'Connor heeft ruzie met de marineofficier Biff Martin. Om zijn wrok voort te zetten meldt hij zich aan bij de zeemacht. Hij wordt op hetzelfde schip gestationeerd als Biff. Wanneer Chesty verkering krijgt met de zus van Biff, leidt dat tot nog meer heibel.

## Rolverdeling
| Acteur            | Personage         |
| ----------------- | ----------------- |
| James Cagney      | Chesty            |
| Pat O'Brien       | Biff              |
| Gloria Stuart     | Dorothy           |
| Frank McHugh      | Droopy            |
| Dorothy Tree      | Gladys            |
| Robert Barrat     | Commandant Denny  |
| Willard Robertson | Hoofdofficier     |
| Guinn Williams    | Nachtclubeigenaar |
| Howard C. Hickman | Kapitein          |
| Maude Eburne      | Moeder van Droopy |
| George Irving     | Admiraal          |